# Benjamin Ricard
Pour les articles homonymes, voir Ricard (homonymie).
Benjamin Ricard, né le 16 octobre 1978 au Cap-de-la-Madeleine, Québec, Canada, est le premier Canadien à se voir décerner le titre de champion du monde de danse swing acrobatique.

## Biographie
Benjamin commence à danser le swing en janvier 2000, alors qu’il est étudiant en génie forestier à l’Université Laval. Loin d’être un adepte de la danse, il est traîné de force à son premier cours de swing par une amie. C’est le coup de foudre ! Doué, il évolue rapidement et, au printemps, il prend déjà la place de son professeur.
Avec un peu de promotion à l’Université Laval, ses cours gagnent en popularité. Benjamin choisit vite interrompre son baccalauréat pour se consacrer à la danse à temps plein. Il engage des professeurs pour l’aider à donner les cours de niveau plus avancé.
Benjamin se fait bientôt remarquer par Nathalie Gomes et Yuval Hod, alors les champions du monde en couple et en équipe. Avec sa partenaire de danse du moment, Mélanie Breton, il devient membre de leur troupe Hop Swing & A Jump de New York, au sein de laquelle il remporte le titre de champion du monde en équipe ! Ils voyagent plusieurs fois par année à New York pour recevoir un entraînement intensif et performent régulièrement avec la troupe : ils ont notamment fait une apparition remarquée au Today Show (NBC).
La détermination de ce couple de danseurs leur vaut le titre de champions canadiens deux années consécutives, ainsi que de nombreux autres prix dans des compétitions internationales. La troupe de performance Vintage Porto de Benjamin remporte également la première place aux Championnats de swing est-canadiens (CSEC) en 2002, et la seconde en 2003.
C'est dans le cadre des championnats du monde, en octobre 2005, que Benjamin Ricard et sa partenaire Geneviève Kerouac se voient remettre le premier prix dans la catégorie showcase en couple, alors que l'événement a lieu en Amérique plutôt qu'en Europe, comme il est de tradition tous les cinq ans.